# Eric Ayuk
Eric Ayuk Mbu est un footballeur camerounais né le 17 février 1997 à Yaoundé. Il évolue au poste de milieu de terrain avec l'Osmanlıspor en Turquie.

## Biographie
Le 3 mars 2015, Eric Ayuk s'engage avec l'Union de Philadelphie, après un essai fructueux.

## Palmarès
vierge